# Pobjeda
Pobjeda – dziennik wydawany w Czarnogórze, założony w 1944 roku. Jest najstarszą wciąż wydawaną gazetą w kraju.